# Torrente Gros

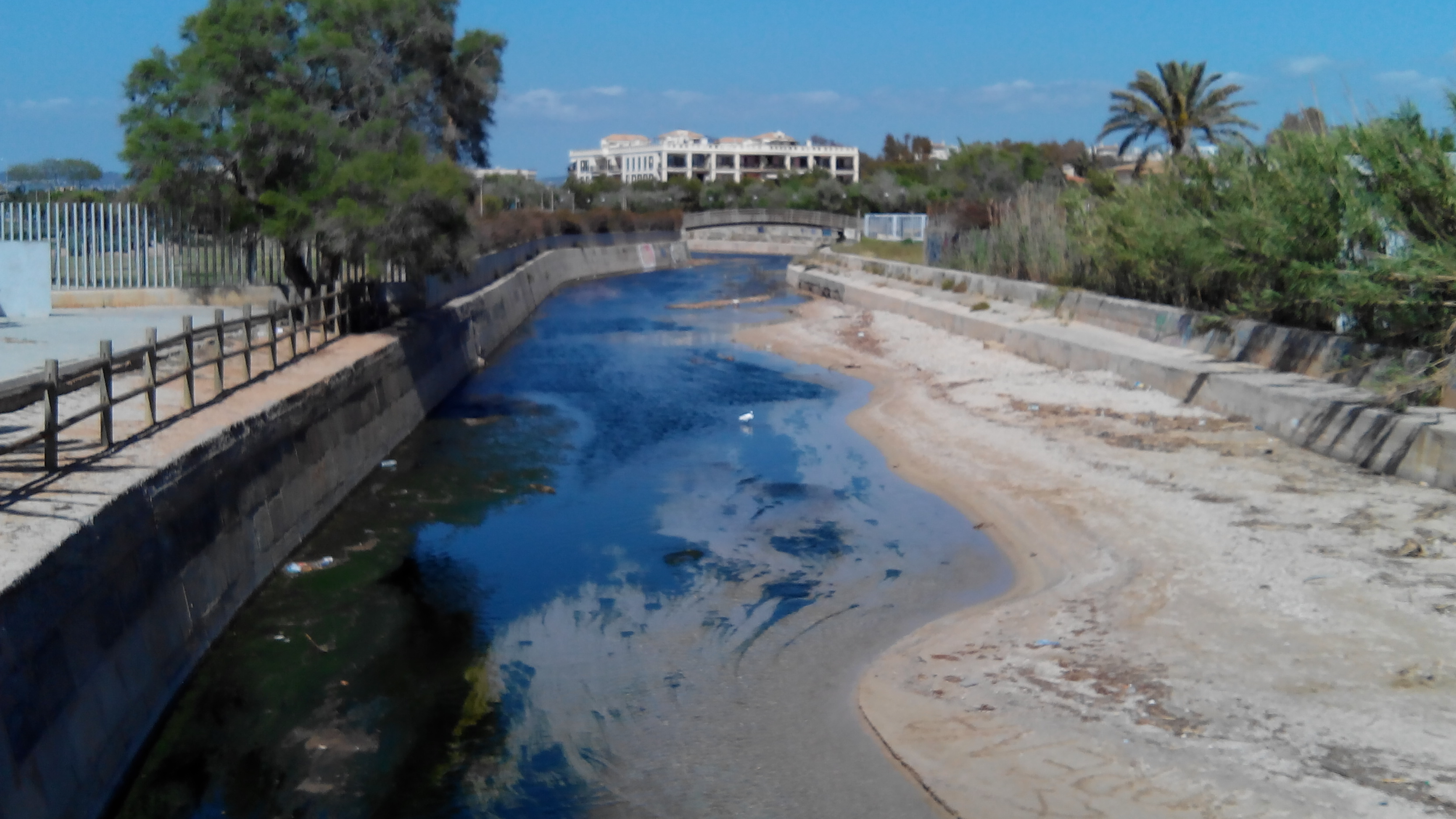
Garceta solitaria en el Torrent Gros.

El torrente Gros es una rambla de Mallorca, que recibe sus aguas en forma torrencial durante las épocas de lluvia, por tener Mallorca clima mediterráneo, por lo que su cauce permanece seco la mayor parte del año. Su longitud total supera los 25 km.
El torrente Gros tiene dos fuentes principales, una que es doble, proveniente de las zonas de Esporlas y Valldemosa (sierra del Teix), y otra en la zona de Buñola (Sierra de Alfabia); ambos cauces desembocan en el Torrente Gros a modo de afluentes, en la zona de Son Sardina. A partir de ahí, su recorrido es bastante llano y poco sinuoso; debido principalmente al poco desnivel entre esta área y su desembocadura en la zona de Ciudad Jardín. En este recorrido final, hará las veces de límite entre los municipios de Marrachí y Palma, la capital de la isla.
Tiene como único afluente propio en su recorrido, el torrente de Coanegra, proveniente de Orient, en su vertiente izquierda, a la altura de Puente de Inca, en donde pasa a denominarse torrente de Ses Mates.

## Geología
Desde un punto de vista geológico, el torrente Gros, nace en las elevaciones de la orogenia alpina de la sierra de Tramontana, recorre el surco de relleno sedimentario del Raiguer y desemboca en la llanura sedimentaria de la bahía de Palma.
En su cuenca inicial, el torrente discurre entre cantos rodados compactados (Conglomerado) que se encuentran sobre el estrato Calcáreo Jurásico, que puede apreciarse en las dos zonas de nacimiento y que están fuertemente carstificados. Mientras que en su cuenca central y final, se pueden apreciar perfectamente como se ha abierto paso a través de los materiales sedimentarios cuaternarios, con una capa superior de tierras marrones, bajo las cuales se encuentra una capa de conglomerado que aflora con una potencia mínima de 5 m.
El cauce tiene dos edades de formación: el cauce alto se formó tras emerger la sierra de Tramuntana durante el post-Burdigaliense (hace menos de 15 Ma.); mientras que el curso bajo que recorre el Raiguer y la cuenca de Palma, se formó posteriormente tras finalizar la trasgresión marina de Tortoniense (hace menos de 11 Ma.). Pero terminó de perfilarse en los últimos 250 000 años durante las épocas glaciares e interglaciares, que siguieron a las variaciones del nivel del mar del Plioceno y Cuaternario. En algunas épocas el cauce se extendería varios km en lo que hoy es la bahía de Palma, durante fases regresivas.
En algunas épocas más lluviosas su caudal fue continuo, por lo que era un río, que derivó en el torrente que hoy existe sobre el cauce del paleorío.

## Hidrología
En el cauce se llegan a encontrar dimensiones de 10 m de ancho, por 5 m de altura, en los conglomerados; lo que nos da una idea de caudales temporales bastante superiores a los que se pueden apreciar en la actualidad. A pesar de la baja gravedad que afecta al tramo final del cauce.
Actualmente se alcanzan caudales medios de 20 m³/s. Pero por los surcos en los conglomerados, se puede deducir que en algunos momentos se ha llegado a caudales de más de 200 m³/s. El cauce final es mucho más amplio, mientras que el cauce inicial es mucho más profundo; lo cual se explica naturalmente debido a los desniveles de ambos tramos, a pesar de la diferencia de materiales de los mismos.
Cabe señalar que normalmente no comienza a llevar un caudal significativo los días de lluvia en su recorrido medio, sino uno o varios días después, debido a que el mayor nivel de precipitación se da en la sierra de Tramontana, y este desfase es el tiempo que las aguas tardan en llegar a su curso medio.

## Fauna
En algunos puntos con agua estancada se pueden encontrar ranas y diversos tipos de insectos acuáticos autóctonos

## Flora
Tampoco pueden encontrarse árboles de tipo fluvial en su curso, tal como sí ocurre en los cauces de los torrentes de la sierra de Tramuntana, debido a las largas estaciones secas y calurosas, en esta zona de Mallorca.

## Antropismo
Se pueden encontrar construcciones antrópicas de siglos anteriores a lo largo del curso del torrente. En tre ellas se cuentan puentes de Marés y molinos de viento que confirman que en épocas anteriores hubo un uso agrícola del torrente y que su caudal era mayor y de menor estacionalidad. Estas construcciones coinciden con la Pequeña Edad del Hielo, y con sus puntas en los siglos XVIII y XIX.